# 长葶苓菊
长葶苓菊（学名：Jurinea scapiformis）是菊科苓菊属的植物，为中国的特有植物。分布在中国大陆的新疆等地，生长于海拔1,900米至2,400米的地区，多生在山坡草甸及阳坡草丛中，目前尚未由人工引种栽培。